# Mușchiul flexor lung al halucelui
Mușchiul flexor lung al halucelui (Musculus flexor hallucis longus) este un mușchi lung, situat în partea laterală profundă a regiunii posterioare a gambei, întins de la fibulă la haluce (primul deget al piciorului). Are originea sus pe cele două treimi inferioare ale fibulei și pe porțiunea învecinată a membranei interosoase, de unde coboară, transformându-se într-un tendon, care străbate o 3 șanțuri: șanțul posterior al extremității inferioare tibiale, șanțul de pe procesul posterior al talusului și șanțul de pe fața inferioară a lui Sustentaculum tali de pe calcaneu. După ieșirea din aceste șanțuri, ajunge la plantă, unde se încrucișează cu tendonul flexorului lung al degetelor și se termină pe extremitatea posterioară a falangei a II-a a halucelui. Mușchiul flexor lung al halucelui flectează degetul mare al piciorului. Execută și flexia plantară, adducția și rotația medială a piciorului.  Are un important rol în mers, prin faptul că el dezlipește de sol piciorul prin ridicarea pe vârfuri, împotriva greutății corpului. O dată piciorul ridicat și fixat, el apropie călcâiul de gambă, ca în figurile de balet. Are și un rol static foarte însemnat în susținerea bolții plantare, deoarece, trecând pe sub Sustentaculum talare sprijină această apofiză a calcaneului și implicit sprijină talusul.